# زمین‌لرزه ۲۰۱۱ فوکوشیما
زمین‌لرزه فوکوشیما  در تاریخ ۱۱ آوریل ۲۰۱۱ میلادی، برابر با ‎۲۲ فروردین ۱۳۹۰، ساعت ۰۸:۱۶:۱۳٫۰ به زمان یوتی‌سی در ژاپن ، منطقه فوکوشیما رخ داد.ژرفای این زلزله ۱۳٫۱ کیلومتر بود. بزرگی آن ۷٫۱ در مقیاس Mw بدست آمده‌است.
بیشینهٔ شدت آن در مقیاس مرکالی، VIII اعلام شده‌است.شمار کشتگان نزدیک به ۴ نفر گزارش شده‌است.
پروژهٔ جهانی تنسور گشتاور مرکزوار پارامتر زمان مرکزوار زمین‌لرزه را با اختلاف ۶٫۸ ثانیه نسبت به زمان رخداد اشاره شده در بالا و مختصات مرکزوار را در ۳۷°۰۲′شمالی ۱۴۰°۳۸′شرقی / ۳۷٫۰۴°شمالی ۱۴۰٫۶۳°شرقی محاسبه کرد و همچنین، ژرفا در ۱۲٫۰ کیلومتر ثابت شده‌است. در این محاسبات زاویه‌های (راستا، شیب، ریک) گسل سازندهٔ زمین‌لرزه و صفحه عمود بر آن برابر با (°۳۰۳، °۴۴، ° -۹۹) یا (°۱۳۶، °۴۷، ° -۸۱) حاصل شده‌است.